# Bãi Macclesfield
Bãi Macclesfield (Mác-léc-phiên; tiếng Anh: Macclesfield Bank; tiếng Trung: 中沙大环礁; bính âm: Zhōngshā Dàhuán Jiāo; Hán-Việt: Trung Sa Đại Hoàn tiêu) là một bãi ngầm dạng rạn vòng hoàn toàn chìm dưới mặt nước Biển Đông. Bãi ngầm này nằm cách quần đảo Hoàng Sa 75 hải lý (139 km) về phía đông, ở vào khoảng giữa của đường hàng hải từ bờ biển miền Trung Việt Nam đến phía bắc đảo Luzon của Philippines. Tên gọi của bãi ngầm xuất phát từ sự kiện tàu Macclesfield của Anh khám phá ra bãi này vào năm 1701.
Trung Hoa Dân Quốc (Đài Loan) và Cộng hòa Nhân dân Trung Hoa (Trung Quốc) đều tuyên bố chủ quyền đối với bãi Macclesfield.

## Địa lý
Bãi ngầm Macclesfield là một rạn san hô vòng lớn nằm trên cực đông của sườn lục địa phía tây Biển Đông, có chiều dài tính từ tây-nam lên đông-bắc là 75 hải lý (139 km) và chiều rộng tối đa là 33 hải lý (61 km). Phía tây của bãi ngầm là máng biển sâu 2.500 m; phía đông của bãi ngầm dốc hơn 50° xuống đồng bằng biển thẳm sâu 4.000 m. Vành ám tiêu của Macclesfield rộng trung bình khoảng 4,8 km, trên đó là hàng loạt các bãi cạn có độ sâu dưới 20 m. Nơi nông nhất của vành này là tại điểm mút đông bắc của bãi cạn Pigmy (tiếng Anh: Pigmy Shoal) với độ sâu 11,9 m. Trong khi đó, nơi nông nhất của bãi ngầm là bãi cạn Walker (tiếng Anh: Walker Shoal, sâu 9,2 m) nằm bên trong vụng biển của bãi ngầm.
Danh sách thực thể địa lý

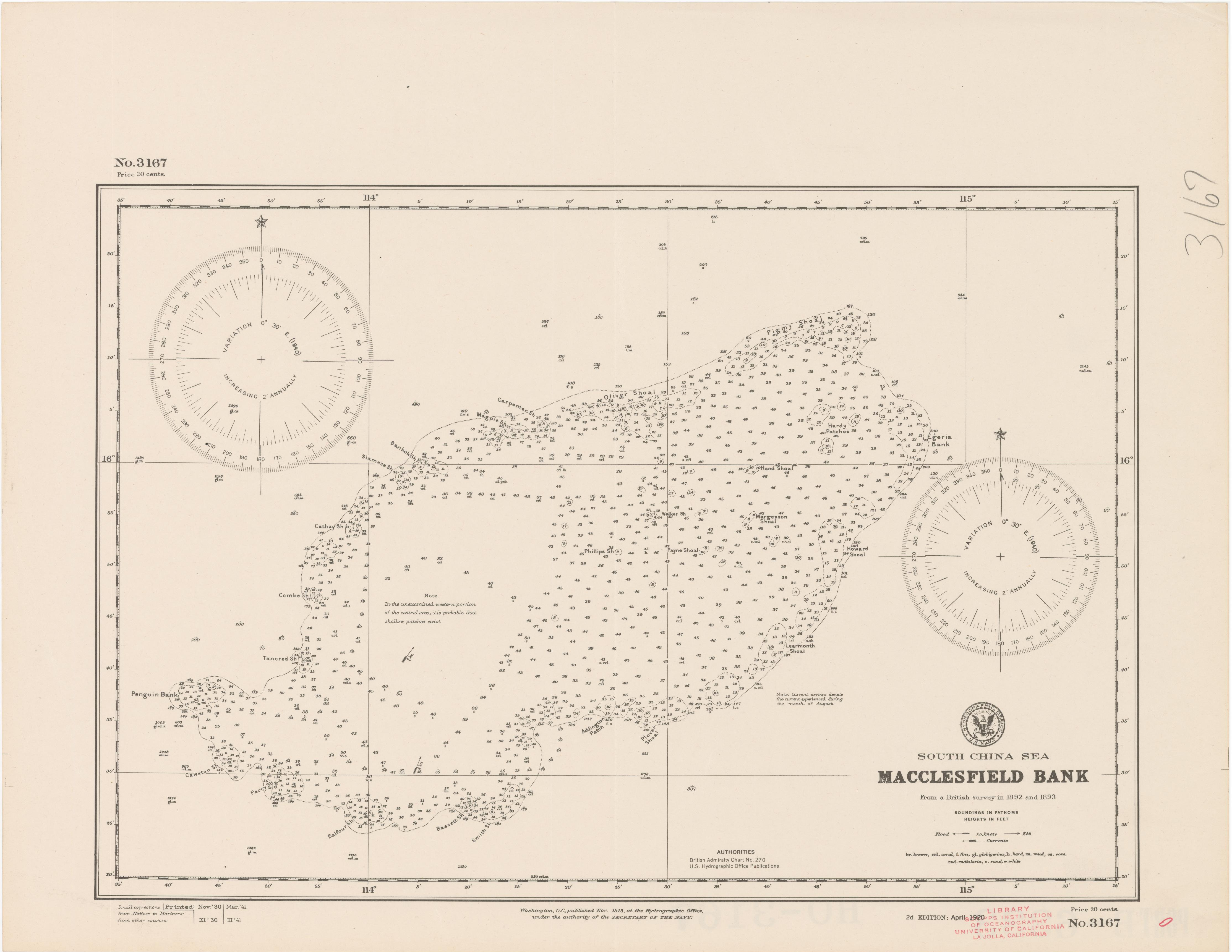
Bản đồ hàng hải bãi Macclesfield (vẽ năm 1920)

Bãi ngầm/Rạn vòng Macclesfield gồm 26 thực thể địa lý phụ thuộc ("rạn san hô", "bãi cạn", "bãi ngầm"). Phần lớn nằm trên vành ám tiêu của rạn vòng này trong khi số còn lại nằm bên trong vụng biển.
| STT                                                                                            | Tên tiếng Anh                                                                                  | Tên tiếng Trung                                                                                | Tọa độ                                                                                         | Độ sâu (m)                                                                                     |                                                                                           | STT                                                                                       | Tên tiếng Anh                                                                             | Tên tiếng Trung                                                                           | Toạ độ                                                                                    | Độ sâu (m) |
| ---------------------------------------------------------------------------------------------- | ---------------------------------------------------------------------------------------------- | ---------------------------------------------------------------------------------------------- | ---------------------------------------------------------------------------------------------- | ---------------------------------------------------------------------------------------------- | ----------------------------------------------------------------------------------------- | ----------------------------------------------------------------------------------------- | ----------------------------------------------------------------------------------------- | ----------------------------------------------------------------------------------------- | ----------------------------------------------------------------------------------------- | ---------- |
| Trên vành rạn vòng Xếp thứ tự theo chiều kim đồng hồ, bắt đầu từ bãi cạn Pigmy ở cực đông bắc. | Trên vành rạn vòng Xếp thứ tự theo chiều kim đồng hồ, bắt đầu từ bãi cạn Pigmy ở cực đông bắc. | Trên vành rạn vòng Xếp thứ tự theo chiều kim đồng hồ, bắt đầu từ bãi cạn Pigmy ở cực đông bắc. | Trên vành rạn vòng Xếp thứ tự theo chiều kim đồng hồ, bắt đầu từ bãi cạn Pigmy ở cực đông bắc. | Trên vành rạn vòng Xếp thứ tự theo chiều kim đồng hồ, bắt đầu từ bãi cạn Pigmy ở cực đông bắc. | 14                                                                                        | Combe Shoal                                                                               | 控湃暗沙 (Khống Phái ám sa)                                                               | 15°48′B 113°54′Đ / 15,8°B 113,9°Đ                                                         | 12                                                                                        |            |
| 1                                                                                              | Pigmy Shoal                                                                                    | 比微暗沙 (Bỉ Vi ám sa)                                                                         | 16°13′B 114°44′Đ / 16,217°B 114,733°Đ                                                          | 12,8                                                                                           | 15                                                                                        | Cathay Shoal                                                                              | 华夏暗沙 (Hoa Hạ ám sa)                                                                   | 15°54′B 113°58′Đ / 15,9°B 113,967°Đ                                                       | 12,8                                                                                      |            |
| 2                                                                                              | Egeria Bank                                                                                    | 隐矶滩 (Ẩn Ky than)                                                                            | 16°06′B 114°56′Đ / 16,1°B 114,933°Đ                                                            | 18                                                                                             | 16                                                                                        | Siamese Shoal                                                                             | 西门暗沙 (Tây Môn ám sa)                                                                  | 15°58′B 114°03′Đ / 15,967°B 114,05°Đ                                                      | 16                                                                                        |            |
| 3                                                                                              | Howard Shoal                                                                                   | 武勇暗沙 (Vũ Dũng ám sa)                                                                       | 15°52′B 114°57′Đ / 15,867°B 114,95°Đ                                                           | 18                                                                                             | 17                                                                                        | Bankok Shoal                                                                              | 本固暗沙 (Bản Cố ám sa)                                                                   | 16°00′B 114°06′Đ / 16°B 114,1°Đ                                                           | 12,8                                                                                      |            |
| 4                                                                                              | Learmonth Shoal                                                                                | 济猛暗沙 (Tế Mãnh ám sa)                                                                       | 15°42′B 114°41′Đ / 15,7°B 114,683°Đ                                                            | 16                                                                                             | 18                                                                                        | Magpie Shoal                                                                              | 美滨暗沙 (Mỹ Tân ám sa)                                                                   | 16°13′B 114°44′Đ / 16,217°B 114,733°Đ                                                     | 12,8                                                                                      |            |
| 5                                                                                              | Plover Shoal                                                                                   | 海鸠暗沙 (Hải Cưu ám sa)                                                                       | 15°36′B 114°28′Đ / 15,6°B 114,467°Đ                                                            | 18                                                                                             | 19                                                                                        | Carpenter Shoal                                                                           | 鲁班暗沙 (Lỗ Ban ám sa)                                                                   | 16°04′B 114°18′Đ / 16,067°B 114,3°Đ                                                       | 14,6                                                                                      |            |
| 6                                                                                              | Addington Patch                                                                                | 安定连礁 (An Định liên tiêu)                                                                   | 15°37′B 114°24′Đ / 15,617°B 114,4°Đ                                                            | 18                                                                                             | 20                                                                                        | Oliver Shoal                                                                              | 中北暗沙 (Trung Bắc ám sa)                                                                | 16°06′B 114°25′Đ / 16,1°B 114,417°Đ                                                       | 12,8                                                                                      |            |
| 7                                                                                              | Smith Shoal                                                                                    | 美溪暗沙 (Mỹ Khê ám sa)                                                                        | 15°27′B 114°12′Đ / 15,45°B 114,2°Đ                                                             | 16                                                                                             | Bên trong vụng biển Xếp thứ tự theo chiều kim đồng hồ, bắt đầu từ chuỗi rạn san hô Hardy. | Bên trong vụng biển Xếp thứ tự theo chiều kim đồng hồ, bắt đầu từ chuỗi rạn san hô Hardy. | Bên trong vụng biển Xếp thứ tự theo chiều kim đồng hồ, bắt đầu từ chuỗi rạn san hô Hardy. | Bên trong vụng biển Xếp thứ tự theo chiều kim đồng hồ, bắt đầu từ chuỗi rạn san hô Hardy. | Bên trong vụng biển Xếp thứ tự theo chiều kim đồng hồ, bắt đầu từ chuỗi rạn san hô Hardy. |            |
| 8                                                                                              | Basselt Shoal                                                                                  | 布德暗沙 (Bố Đức ám sa)                                                                        | 15°27′B 114°10′Đ / 15,45°B 114,167°Đ                                                           | 16                                                                                             | 21                                                                                        | Hardy Patches                                                                             | 石塘连礁 (Thạch Đường liên tiêu)                                                          | 16°02′B 114°46′Đ / 16,033°B 114,767°Đ                                                     | 14,6                                                                                      |            |
| 9                                                                                              | Balfour Shoal                                                                                  | 波洑暗沙 (Ba Phục ám sa)                                                                       | 15°27′B 114°00′Đ / 15,45°B 114°Đ                                                               | 14,6                                                                                           | 22                                                                                        | Hand Shoal                                                                                | 指掌暗沙 (Chỉ Chưởng ám sa)                                                               | 16°00′B 114°39′Đ / 16°B 114,65°Đ                                                          | 16                                                                                        |            |
| 10                                                                                             | Parry Shoal                                                                                    | 排波暗沙 (Bài Ba ám sa)                                                                        | 15°29′B 113°51′Đ / 15,483°B 113,85°Đ                                                           | 14,6                                                                                           | 23                                                                                        | Margesson Shoal                                                                           | 南扉暗沙 (Nam Phi ám sa)                                                                  | 15°55′B 114°38′Đ / 15,917°B 114,633°Đ                                                     | 14,6                                                                                      |            |
| 11                                                                                             | Cawston Shoal                                                                                  | 果淀暗沙 (Quả Điến ám sa)                                                                      | 15°32′B 113°46′Đ / 15,533°B 113,767°Đ                                                          | 18                                                                                             | 24                                                                                        | Payne Shoal                                                                               | 屏南暗沙 (Bình Nam ám sa)                                                                 | 15°52′B 114°34′Đ / 15,867°B 114,567°Đ                                                     | 14,6                                                                                      |            |
| 12                                                                                             | Penguin Bank                                                                                   | 排洪滩 (Bài Hồng than)                                                                         | 15°38′B 113°43′Đ / 15,633°B 113,717°Đ                                                          | 16                                                                                             | 25                                                                                        | Phillip's Shoal                                                                           | 乐西暗沙 (Lạc Tây ám sa)                                                                  | 15°52′B 114°25′Đ / 15,867°B 114,417°Đ                                                     | 16                                                                                        |            |
| 13                                                                                             | Tancred Shoal                                                                                  | 涛静暗沙 (Đào Tĩnh ám sa)                                                                      | 15°41′B 113°54′Đ / 15,683°B 113,9°Đ                                                            | 18                                                                                             | 26                                                                                        | Walker Shoal                                                                              | 漫步暗沙 (Mạn Bộ ám sa)                                                                   | 15°55′B 114°29′Đ / 15,917°B 114,483°Đ                                                     | 9,1                                                                                       |            |

## Quần đảo Trung Sa (中沙群岛)
Năm 1935, Trung Hoa Dân Quốc xuất bản "Biểu đối chiếu tên gọi Hoa-Anh các đảo thuộc Nam Hải Trung Quốc", trong đó chú thích Trung Sa ngày nay là "quần đảo Nam Sa". Năm 1947, Trung Hoa Dân Quốc đổi tên "quần đảo Nam Sa" thành "quần đảo Trung Sa".
Cách diễn giải khái niệm "quần đảo Trung Sa" của Trung Quốc không thống nhất và gây hiểu lầm (Zou, 2005). Trong các bản đồ chính thức, Trung Quốc chú thích "quần đảo Trung Sa" là bãi Macclesfield. Tuy nhiên, Trung Quốc còn mở rộng khái niệm "quần đảo Trung Sa" để bao hàm nhiều bãi cạn và bãi ngầm khác trong Biển Đông, chẳng hạn bãi cạn Scarborough, bãi cạn St. Esprit (St. Esprit Shoal), bãi ngầm Dreyer (Dreyer Shoal), bãi cạn Helen (Helen Shoal), núi ngầm Stewart (Stewart Seamount/Bank), bãi cạn Truro (Truro Shoal),...
| STT | Tên tiếng Anh     | Tên tiếng Trung             | Tọa độ                                | Độ sâu (m)                    | Bản đồ                                 |
| --- | ----------------- | --------------------------- | ------------------------------------- | ----------------------------- | -------------------------------------- |
| 1   | Dreyer Shoal      | 中南暗沙 (Trung Nam ám sa)  | 13°57′B 115°24′Đ / 13,95°B 115,4°Đ    | 272                           | TruroDreyerSt. EspritHelenStewartScar. |
| 2   | Helen Shoal       | 一统暗沙 (Nhất Thống ám sa) | 19°12′B 113°53′Đ / 19,2°B 113,883°Đ   | 10,2                          | TruroDreyerSt. EspritHelenStewartScar. |
| 3   | St. Esprit Shoal  | 神狐暗沙 (Thần Hồ ám sa)    | 19°33′B 113°02′Đ / 19,55°B 113,033°Đ  | 12,8                          | TruroDreyerSt. EspritHelenStewartScar. |
| 4   | Scarborough Shoal | 黄岩岛 (Hoàng Nham đảo)     | 15°11′B 117°46′Đ / 15,183°B 117,767°Đ | Mặt bằng rạn sâu 0,5 - 3,5 m. | TruroDreyerSt. EspritHelenStewartScar. |
| 5   | Stewart Seamount  | 管事暗滩 (Quản Sự ám than)  | 17°20′B 118°50′Đ / 17,333°B 118,833°Đ | Đỉnh cách mặt biển 447 m.     | TruroDreyerSt. EspritHelenStewartScar. |
| 6   | Truro Shoal       | 宪法暗沙 (Hiến Pháp ám sa)  | 16°20′B 116°44′Đ / 16,333°B 116,733°Đ | 18                            | TruroDreyerSt. EspritHelenStewartScar. |

Một số học giả đặt ra câu hỏi về tính hợp pháp của hành động tuyên bố chủ quyền đối với bãi Macclesfield vì theo công pháp quốc tế, một quốc gia không được tuyên bố chủ quyền đối với thực thể địa lý chìm dưới biển như thể chúng là đảo.

## Hoạt động của con người
Bãi Macclesfield là khu vực neo tàu rất tiện lợi. Nếu có dây neo đủ dài thì tàu có thể dừng lại để thủy thủ sửa máy hoặc nghỉ ngơi.
Đầu tháng 7 năm 2012, sau khi Trung Quốc chính thức tuyên bố thành lập thành phố Tam Sa thuộc tỉnh Hải Nam, Tân Hoa xã loan tin Sở Hải dương và Ngư nghiệp tỉnh Hải Nam sẽ xây dựng cơ sở nghiên cứu nuôi trồng các loại hải sản như cá, tôm, tảo tại bãi cạn Walker. Cuối tháng 6 năm 2013, cơ sở này đi vào hoạt động trên diện tích 625 ha mặt nước.